# Eleições legislativas portuguesas de 1991 no distrito de Leiria
| Eleições legislativas portuguesas de 1991 Distritos: Aveiro \| Beja \| Braga \| Bragança \| Castelo Branco \| Coimbra \| Évora \| Faro \| Guarda \| Leiria \| Lisboa \| Portalegre \| Porto \| Santarém \| Setúbal \| Viana do Castelo \| Vila Real \| Viseu \| Açores \| Madeira \| Estrangeiro |

## Resultados por Concelho
Os resultados nos concelhos do Distrito de Leiria foram os seguintes:

### Alcobaça
| Partido                 | Partido                           | Votos  | %               | +/-  |
| ----------------------- | --------------------------------- | ------ | --------------- | ---- |
|                         | Partido Social Democrata          | 19 023 | 60,62 / 100,00  | 1,34 |
|                         | Partido Socialista                | 7 915  | 25,22 / 100,00  | 3,96 |
|                         | Centro Democrático e Social       | 1 317  | 4,20 / 100,00   | 1,72 |
|                         | Coligação Democrática Unitária    | 1 128  | 3,59 / 100,00   | 1,40 |
|                         | Partido da Solidariedade Nacional | 449    | 1,43 / 100,00   | Novo |
|                         | Outros                            | 740    | 2,37 / 100,00   |      |
| Votos Inválidos         | Votos Inválidos                   | 811    | 2,59 / 100,00   | 0,27 |
| Total                   | Total                             | 31 383 | 100,00 / 100,00 |      |
| Eleitorado/Participação | Eleitorado/Participação           | 45 181 | 69,46 / 100,00  | 3,76 |

### Alvaiázere
| Partido                 | Partido                           | Votos | %               | +/-  |
| ----------------------- | --------------------------------- | ----- | --------------- | ---- |
|                         | Partido Social Democrata          | 4 955 | 82,17 / 100,00  | 1,70 |
|                         | Partido Socialista                | 518   | 8,59 / 100,00   | 1,90 |
|                         | Centro Democrático e Social       | 266   | 4,41 / 100,00   | 2,58 |
|                         | Partido da Solidariedade Nacional | 61    | 1,01 / 100,00   | Novo |
|                         | Outros                            | 128   | 2,12 / 100,00   |      |
| Votos Inválidos         | Votos Inválidos                   | 102   | 1,69 / 100,00   | 0,49 |
| Total                   | Total                             | 6 030 | 100,00 / 100,00 |      |
| Eleitorado/Participação | Eleitorado/Participação           | 8 568 | 70,38 / 100,00  | 4,74 |

### Ansião
| Partido                 | Partido                     | Votos  | %               | +/-  |
| ----------------------- | --------------------------- | ------ | --------------- | ---- |
|                         | Partido Social Democrata    | 6 419  | 73,06 / 100,00  | 0,61 |
|                         | Partido Socialista          | 1 600  | 18,21 / 100,00  | 2,58 |
|                         | Centro Democrático e Social | 293    | 3,33 / 100,00   | 0,86 |
|                         | Outros                      | 288    | 3,28 / 100,00   |      |
| Votos Inválidos         | Votos Inválidos             | 186    | 2,12 / 100,00   | 0,05 |
| Total                   | Total                       | 8 786  | 100,00 / 100,00 |      |
| Eleitorado/Participação | Eleitorado/Participação     | 12 491 | 70,34 / 100,00  | 5,84 |

### Batalha
| Partido                 | Partido                        | Votos  | %               | +/-  |
| ----------------------- | ------------------------------ | ------ | --------------- | ---- |
|                         | Partido Social Democrata       | 5 857  | 71,24 / 100,00  | 0,85 |
|                         | Partido Socialista             | 1 290  | 15,69 / 100,00  | 1,80 |
|                         | Centro Democrático e Social    | 566    | 6,88 / 100,00   | 1,56 |
|                         | Coligação Democrática Unitária | 85     | 1,03 / 100,00   | 0,40 |
|                         | Outros                         | 233    | 2,83 / 100,00   |      |
| Votos Inválidos         | Votos Inválidos                | 191    | 2,33 / 100,00   | 0,05 |
| Total                   | Total                          | 8 222  | 100,00 / 100,00 |      |
| Eleitorado/Participação | Eleitorado/Participação        | 11 061 | 74,33 / 100,00  | 3,30 |

### Bombarral
| Partido                 | Partido                           | Votos  | %               | +/-  |
| ----------------------- | --------------------------------- | ------ | --------------- | ---- |
|                         | Partido Social Democrata          | 4 067  | 54,17 / 100,00  | 1,48 |
|                         | Partido Socialista                | 1 830  | 24,37 / 100,00  | 5,60 |
|                         | Centro Democrático e Social       | 592    | 7,88 / 100,00   | 0,49 |
|                         | Coligação Democrática Unitária    | 491    | 6,54 / 100,00   | 1,38 |
|                         | Partido da Solidariedade Nacional | 95     | 1,27 / 100,00   | Novo |
|                         | Outros                            | 206    | 2,74 / 100,00   |      |
| Votos Inválidos         | Votos Inválidos                   | 227    | 3,03 / 100,00   | 0,20 |
| Total                   | Total                             | 7 508  | 100,00 / 100,00 |      |
| Eleitorado/Participação | Eleitorado/Participação           | 11 929 | 62,94 / 100,00  | 4,99 |

### Caldas da Rainha
| Partido                 | Partido                           | Votos  | %               | +/-  |
| ----------------------- | --------------------------------- | ------ | --------------- | ---- |
|                         | Partido Social Democrata          | 13 942 | 58,01 / 100,00  | 1,85 |
|                         | Partido Socialista                | 6 220  | 25,88 / 100,00  | 7,18 |
|                         | Centro Democrático e Social       | 1 217  | 5,06 / 100,00   | 0,49 |
|                         | Coligação Democrática Unitária    | 1 029  | 4,28 / 100,00   | 1,88 |
|                         | Partido da Solidariedade Nacional | 422    | 1,76 / 100,00   | Novo |
|                         | Outros                            | 621    | 2,59 / 100,00   |      |
| Votos Inválidos         | Votos Inválidos                   | 584    | 2,43 / 100,00   | 0,13 |
| Total                   | Total                             | 24 035 | 100,00 / 100,00 |      |
| Eleitorado/Participação | Eleitorado/Participação           | 37 023 | 64,92 / 100,00  | 5,45 |

### Castanheira de Pera
| Partido                 | Partido                           | Votos | %               | +/-  |
| ----------------------- | --------------------------------- | ----- | --------------- | ---- |
|                         | Partido Social Democrata          | 1 284 | 44,75 / 100,00  | 7,77 |
|                         | Partido Socialista                | 1 244 | 43,36 / 100,00  | 3,36 |
|                         | Coligação Democrática Unitária    | 68    | 2,37 / 100,00   | 0,11 |
|                         | Partido da Solidariedade Nacional | 54    | 1,88 / 100,00   | Novo |
|                         | Centro Democrático e Social       | 50    | 1,74 / 100,00   | 0,09 |
|                         | Outros                            | 70    | 2,45 / 100,00   |      |
| Votos Inválidos         | Votos Inválidos                   | 99    | 3,46 / 100,00   | 0,46 |
| Total                   | Total                             | 2 869 | 100,00 / 100,00 |      |
| Eleitorado/Participação | Eleitorado/Participação           | 4 037 | 71,07 / 100,00  | 3,92 |

### Figueiró dos Vinhos
| Partido                 | Partido                     | Votos | %               | +/-  |
| ----------------------- | --------------------------- | ----- | --------------- | ---- |
|                         | Partido Social Democrata    | 3 786 | 69,74 / 100,00  | 0,84 |
|                         | Partido Socialista          | 1 169 | 21,53 / 100,00  | 6,23 |
|                         | Centro Democrático e Social | 128   | 2,36 / 100,00   | 2,87 |
|                         | Outros                      | 167   | 3,07 / 100,00   |      |
| Votos Inválidos         | Votos Inválidos             | 179   | 3,30 / 100,00   | 0,25 |
| Total                   | Total                       | 5 429 | 100,00 / 100,00 |      |
| Eleitorado/Participação | Eleitorado/Participação     | 7 228 | 75,11 / 100,00  | 1,85 |

### Leiria
| Partido                 | Partido                           | Votos  | %               | +/-  |
| ----------------------- | --------------------------------- | ------ | --------------- | ---- |
|                         | Partido Social Democrata          | 38 684 | 65,33 / 100,00  | 0,57 |
|                         | Partido Socialista                | 11 874 | 20,05 / 100,00  | 4,76 |
|                         | Centro Democrático e Social       | 3 698  | 6,25 / 100,00   | 2,15 |
|                         | Coligação Democrática Unitária    | 1 359  | 2,30 / 100,00   | 0,98 |
|                         | Partido da Solidariedade Nacional | 861    | 1,45 / 100,00   | Novo |
|                         | Outros                            | 1 289  | 2,18 / 100,00   |      |
| Votos Inválidos         | Votos Inválidos                   | 1 445  | 2,44 / 100,00   | 0,11 |
| Total                   | Total                             | 59 210 | 100,00 / 100,00 |      |
| Eleitorado/Participação | Eleitorado/Participação           | 82 941 | 71,39 / 100,00  | 5,45 |

### Marinha Grande
| Partido                 | Partido                           | Votos  | %               | +/-  |
| ----------------------- | --------------------------------- | ------ | --------------- | ---- |
|                         | Partido Social Democrata          | 6 356  | 35,67 / 100,00  | 2,30 |
|                         | Partido Socialista                | 5 489  | 30,80 / 100,00  | 6,85 |
|                         | Coligação Democrática Unitária    | 3 811  | 21,39 / 100,00  | 4,46 |
|                         | Centro Democrático e Social       | 448    | 2,51 / 100,00   | 0,35 |
|                         | Partido da Solidariedade Nacional | 406    | 2,28 / 100,00   | Novo |
|                         | Partido Socialista Revolucionário | 264    | 1,48 / 100,00   | 0,94 |
|                         | PCTP/MRPP                         | 215    | 1,21 / 100,00   | 0,63 |
|                         | Outros                            | 260    | 1,46 / 100,00   |      |
| Votos Inválidos         | Votos Inválidos                   | 570    | 3,20 / 100,00   | 0,67 |
| Total                   | Total                             | 17 819 | 100,00 / 100,00 |      |
| Eleitorado/Participação | Eleitorado/Participação           | 26 991 | 66,02 / 100,00  | 4,18 |

### Nazaré
| Partido                 | Partido                           | Votos  | %               | +/-  |
| ----------------------- | --------------------------------- | ------ | --------------- | ---- |
|                         | Partido Social Democrata          | 4 004  | 48,38 / 100,00  | 6,82 |
|                         | Partido Socialista                | 3 043  | 36,77 / 100,00  | 0,66 |
|                         | Coligação Democrática Unitária    | 506    | 6,11 / 100,00   | 2,07 |
|                         | Centro Democrático e Social       | 212    | 2,56 / 100,00   | 0,62 |
|                         | Partido da Solidariedade Nacional | 113    | 1,37 / 100,00   | Novo |
|                         | Partido Socialista Revolucionário | 92     | 1,11 / 100,00   | 0,60 |
|                         | Outros                            | 110    | 1,32 / 100,00   |      |
| Votos Inválidos         | Votos Inválidos                   | 196    | 2,37 / 100,00   | 0,24 |
| Total                   | Total                             | 8 276  | 100,00 / 100,00 |      |
| Eleitorado/Participação | Eleitorado/Participação           | 12 713 | 65,10 / 100,00  | 2,86 |

### Óbidos
| Partido                 | Partido                           | Votos | %               | +/-  |
| ----------------------- | --------------------------------- | ----- | --------------- | ---- |
|                         | Partido Social Democrata          | 3 056 | 54,93 / 100,00  | 2,42 |
|                         | Partido Socialista                | 1 626 | 29,23 / 100,00  | 2,74 |
|                         | Coligação Democrática Unitária    | 243   | 4,37 / 100,00   | 1,43 |
|                         | Centro Democrático e Social       | 226   | 4,06 / 100,00   | 1,01 |
|                         | Partido da Solidariedade Nacional | 75    | 1,35 / 100,00   | Novo |
|                         | Partido Socialista Revolucionário | 69    | 1,24 / 100,00   | 0,65 |
|                         | Outros                            | 124   | 2,22 / 100,00   |      |
| Votos Inválidos         | Votos Inválidos                   | 144   | 2,59 / 100,00   | 0,02 |
| Total                   | Total                             | 5 563 | 100,00 / 100,00 |      |
| Eleitorado/Participação | Eleitorado/Participação           | 9 177 | 60,62 / 100,00  | 4,80 |

### Pedrogão Grande
| Partido                 | Partido                           | Votos | %               | +/-  |
| ----------------------- | --------------------------------- | ----- | --------------- | ---- |
|                         | Partido Social Democrata          | 2 292 | 74,46 / 100,00  | 3,41 |
|                         | Partido Socialista                | 493   | 16,02 / 100,00  | 1,67 |
|                         | Centro Democrático e Social       | 79    | 2,57 / 100,00   | 1,83 |
|                         | Coligação Democrática Unitária    | 32    | 1,04 / 100,00   | 0,47 |
|                         | Partido da Solidariedade Nacional | 32    | 1,04 / 100,00   | Novo |
|                         | Outros                            | 70    | 2,26 / 100,00   |      |
| Votos Inválidos         | Votos Inválidos                   | 80    | 2,60 / 100,00   | 1,75 |
| Total                   | Total                             | 3 078 | 100,00 / 100,00 |      |
| Eleitorado/Participação | Eleitorado/Participação           | 4 648 | 66,22 / 100,00  | 8,07 |

### Peniche
| Partido                 | Partido                           | Votos  | %               | +/-  |
| ----------------------- | --------------------------------- | ------ | --------------- | ---- |
|                         | Partido Social Democrata          | 6 642  | 50,43 / 100,00  | 3,14 |
|                         | Partido Socialista                | 3 948  | 29,97 / 100,00  | 4,75 |
|                         | Coligação Democrática Unitária    | 1 182  | 8,97 / 100,00   | 3,82 |
|                         | Centro Democrático e Social       | 410    | 3,11 / 100,00   | 0,52 |
|                         | Partido da Solidariedade Nacional | 277    | 2,10 / 100,00   | Novo |
|                         | Outros                            | 409    | 3,09 / 100,00   |      |
| Votos Inválidos         | Votos Inválidos                   | 304    | 2,31 / 100,00   | 0,38 |
| Total                   | Total                             | 13 172 | 100,00 / 100,00 |      |
| Eleitorado/Participação | Eleitorado/Participação           | 21 018 | 62,67 / 100,00  | 5,02 |

### Pombal
| Partido                 | Partido                        | Votos  | %               | +/-  |
| ----------------------- | ------------------------------ | ------ | --------------- | ---- |
|                         | Partido Social Democrata       | 18 409 | 71,11 / 100,00  | 0,77 |
|                         | Partido Socialista             | 4 441  | 17,15 / 100,00  | 2,83 |
|                         | Centro Democrático e Social    | 1 090  | 4,21 / 100,00   | 1,47 |
|                         | Coligação Democrática Unitária | 348    | 1,34 / 100,00   | 0,87 |
|                         | Outros                         | 856    | 3,30 / 100,00   |      |
| Votos Inválidos         | Votos Inválidos                | 744    | 2,87 / 100,00   | 0,19 |
| Total                   | Total                          | 25 888 | 100,00 / 100,00 |      |
| Eleitorado/Participação | Eleitorado/Participação        | 44 440 | 58,25 / 100,00  | 6,57 |

### Porto de Mós
| Partido                 | Partido                           | Votos  | %               | +/-  |
| ----------------------- | --------------------------------- | ------ | --------------- | ---- |
|                         | Partido Social Democrata          | 8 500  | 63,75 / 100,00  | 1,18 |
|                         | Partido Socialista                | 2 741  | 20,56 / 100,00  | 4,34 |
|                         | Centro Democrático e Social       | 845    | 6,34 / 100,00   | 0,76 |
|                         | Coligação Democrática Unitária    | 338    | 2,53 / 100,00   | 1,31 |
|                         | Partido da Solidariedade Nacional | 188    | 1,41 / 100,00   | Novo |
|                         | Outros                            | 329    | 2,46 / 100,00   |      |
| Votos Inválidos         | Votos Inválidos                   | 393    | 2,94 / 100,00   | 0,79 |
| Total                   | Total                             | 13 334 | 100,00 / 100,00 |      |
| Eleitorado/Participação | Eleitorado/Participação           | 18 699 | 71,31 / 100,00  | 3,71 |